# Raoul Rodriguez
Raoul Pablo Rodriguez, Jr. (* 1. Februar 1963 in Ann Arbor) ist ein ehemaliger Ruderer aus den Vereinigten Staaten, der 1988 Olympiazweiter im Vierer ohne Steuermann war.

## Sportliche Karriere
Der 1,90 m große Raoul Rodriguez studierte an der Tulane University und war dort sowohl als American-Football-Spieler als auch als Ruderer aktiv. Bei den Weltmeisterschaften 1986 belegte er den neunten Platz im Zweier mit Steuermann. Bei den Olympischen Spielen 1988 bildeten Raoul Rodriguez, Thomas Bohrer, Richard Kennelly und David Krmpotich einen Vierer ohne Steuermann. Die Crew gewann ihren Vorlauf und belegte im Halbfinale den dritten Platz hinter den Booten aus der Bundesrepublik Deutschland und aus Italien. Im Finale siegte das Boot aus der DDR mit 2,42 Sekunden Vorsprung vor der US-Crew, die ihrerseits 0,69 Sekunden auf die drittplatzierten Ruderer aus der BRD hatten. Im Jahr darauf mit John Rusher für Krmpotich erkämpfte der US-Vierer erneut Silber hinter der DDR, Bronze gewannen bei den Weltmeisterschaften 1989 die Neuseeländer. 1990 trat Rodriguez bei den Goodwill Games an und belegte mit dem Achter den zweiten Platz. 1991 ruderte er bei den Panamerikanischen Spielen in Havanna im Vierer ohne Steuermann und gewann Silber hinter den Kubanern. 
Der Sohn kubanischer Einwanderer schloss sein Studium mit einem Master of Business Administration ab und war danach als Händler für Finanzderivate tätig.